# María Zaldua
María Zaldua Atxega (también aparece como Achega, Orio, 28 de marzo de 2002) es una jugadora de balonmano española que juega de pivote en el Rocasa Gran Canaria.

## Trayectoria
María empezó a jugar a balonmano a los 12 años, en el Aiala Zarautz. Su participación con el equipo de Zarauz le abrió las puertas de la selección autonómica del País Vasco, con la que ha jugado varios campeonatos de España con un tercer puesto en el CESA. En 2016 terminó en tercer lugar del Campeonato de España de clubes, además de ser nombrada mejor pivote de la competición.
A los 18 años la pivote oriotarra fue fichada por el Salud Tenerife y, tras rendir a gran nivel con el equipo tinerfeño durante dos años en División de Honor fichó para las siguientes tres temporadas por el Rocasa Gran Canaria, uno de los equipos más potentes de la máxima categoría española. Con el equipo canario compitió por primera vez en Europa, en la EHF European League de la 2022/23.

### Clubes

#### Trayectoria de clubes
- 2019-20:  Aiala Zarautz
- 2020-22:  Salud Tenerife
- 2022-Act.:  Rocasa Gran Canaria

#### Datos con clubes
|          | Liga | Copa | EHF | Total |
| -------- | ---- | ---- | --- | ----- |
| Partidos | 121  | 10   | 12  | 143   |
| Goles    | 321  | 21   | 31  | 373   |

### Selección española
Habitual con las convocatorias juveniles y junior, con los que ha disputado 40 partidos, con la selección española fue campeona del mundo universitaria en 2024.